# Distrito de Ibi (Gifu)
El distrito de Ibi (揖斐郡 Ibi-gun?) es un distrito localizado en la prefectura de Gifu, Japón. En octubre de 2019 tenía una población estimada de 65.979 habitantes y una densidad de población de 75,3 personas por km². Su área total es de 876,44 km².

## Localidades
- Ibigawa
- Ikeda
- Ōno